# Коджики
Коджики (на японски: 古事記; по английската Система на Хепбърн – Kojiki) или „Записки за древните дела“, е една от трите свещени книги за шинтоизма, заедно с „Нихоншоки“ (на японски: 日本書紀, Nihonshoki) и „Куджики“ (на японски: 旧事紀, Kujiki), и е считана за най-древния писмен паметник на японската литература. Тя представлява сбор от японски митологични вярвания и исторически факти, който има за цел да проследи историята на Япония от създаването на архипелага до царуването на император Темму (на японски: 天武天皇, Temmu-tennō) (673 – 686).

## История
В предговора към „Коджики“, съставителят О-но Ясумаро (на японски: 太安万宮, изписва се и 大安麿, Ō-no Yasumaro), посочва като година на написване 712 г. Смята се, че оригиналният текст не е открит. Най-старото известно копие е от 1372 г. и се съхранява в храма Шимпукуджи в дн. Нагоя. Съставянето на паметника е вдъхновено от император Темму, който разпраща хора из различните краища на страната, за да запишат устните предания на разказвачите (яп. 語り部,　kataribe). По-късно, най-вероятно императрица Геммей (на японски: 元明天皇, Gemmei-tennō) (707 – 715), заръчва на О-но Ясумаро да препише и систематизира събраното. Целта на текста по всяка вероятност е да затвърди авторитета на все още младата японска държава, както в рамките на нейните граници, така и пред останалия свят, в частност могъщата Китайска империя.

## Изследвания
Документът започва да се изучава сравнително късно – едва в началото на XVIII век. Особено известен е трудът на Мотоори Норинага „Коджикиден“ (на японски: 古事記傳, Kojiki-den) или „Коментар върху Коджики“. Труд с обем 48 тома, отнел му повече от 30 години изследвания.